# Камерон Александер
Камерон Александер — канадський гірськолижник, що спеціалізується на швидкісних дисциплінах, призер чемпіонату світу.  
Бронзову медаль чемпіонату світу Александр завоював на світовій першості 2023 року в Куршевелі в швидкісному спуску.